# روب نوكس
روبرت آرثر «روب» نوكس (21 أغسطس 1989—24 مايو 2008) كان ممثل بريطاني وطالب في مدرسة Beths الابتدائية التي صورت Ravenclaw الطالب ماركوس Belby في فيلم هاري بوتر والأمير الساحر، [2]، وقد وقعت لتظهر المخطط لها في فيلم هاري بوتر والأقداس المهلكة. [4] إنه توفي بعد تعرضه للطعن خارج حانة في Sidcup، إنكلترا إنه توفي بعد تعرضه للطعن خارج حانة في Sidcup، إنكلترا، في أيار 2008، عندما تدخل في عراك لحماية أخيه.

## بداياته وتاريخة المهني
ولد نوكس لكولن وسالي نوكس في عام 1989. كان يمثل حينما كان يبلغ من العمر 11 عاما، وصاحب الفضل الأول وكان له دور صغير في الدراما الخاصة بالشرطة وبيل وقد بدأ في مسلسل 4 على قناه تدعى قناة الحقيقة وقد كان اسم المسلسل«صدقني أنا المراهق»، ومسلسل آخر تحت اسم «بعد أن ذهبت» على قناه BBC الكوميدية هو قد سبق له أن ظهر بأدوار كثيرة في عدد من الأفلام والمسلسلات والإنتاجات السينمائية مثل فيلم الملك آرثر. لعام 2004 كما أنه ظهر في الليلة مع تريفور ماكدونالد. 

## القتل
knox قد توفي عن عمر يناهز 18 عاما بعد تعرضه للطعن خارج بار في مترو Sidcup، جنوب شرق لندن، في 24 مايو 2008. كان قد تدخل في المعركة من أجل حماية له 17 عاما) شقيقه جيمي، الذي زعم أنه تعرض للتهديد من قبل رجلين، واحد منهم كان مسلحا مع اثنين من s. سكين  وارنر بروس قد أصدر بيانا بشأن وفاته: «نحن جميعا بالصدمة والحزن إزاء هذا الخبر في هذا الوقت، وتعاطفنا مع عائلته». ' gtc:suffix=""&gt;[12]
كارل نورمان (ولد عام 1987، لويشام، [13] لندن)، [14] من شارع كارلتون، Sidcup، تم توجيه تهمة القتل له. [15] كان حبسه على ذمة التحقيق، وبقي هناك حتى محاكمته التي بدأت في شباط / فبراير 2009. المطران أدين بتهمة القتل في 4 آذار / مارس 2009 ، وتلقى حكما بالسجن مدى الحياة—لخدمة لا تقل عن 20 سنوات قبل النظر في الإفراج المشروط—في اليوم التالي. كما استقبل المطران مزيد من ثلاثة أحكام بالسجن مدى الحياة المتزامنة لإصابة نوكس أصدقاؤه.

## وصلات خارجية
- روب نوكس على موقع IMDb (الإنجليزية)
- روب نوكس على موقع روتن توميتوز (الإنجليزية)
- روب نوكس على موقع ألو سيني (الفرنسية)
- روب نوكس على موقع أول موفي (الإنجليزية)
- روب نوكس على موقع قاعدة بيانات الأفلام السويدية (السويدية)
- روب نوكس على موقع كينوبويسك (الروسية)